# Pycnandra cylindricarpa
Pycnandra cylindricarpa är en tvåhjärtbladig växtart som beskrevs av Swenson och Jérôme Munzinger. Pycnandra cylindricarpa ingår i släktet Pycnandra och familjen Sapotaceae. Inga underarter finns listade i Catalogue of Life.